# 1848 na literatura

## Nascimentos
| Data        | Nome            | Profissão              | Nacionalidade | Observações | Ref |
| ----------- | --------------- | ---------------------- | ------------- | ----------- | --- |
| 16 de março | Mirbeau, Octave | jornalista e novelista | França        | m. 1917     |     |

## Mortes
| Data           | Nome                            | Profissão                     | Nacionalidade  | Observações | Ref |
| -------------- | ------------------------------- | ----------------------------- | -------------- | ----------- | --- |
| 16 de setembro | Mariano José Pereira da Fonseca | escritor, filósofo e político | Brasil Colônia | n. 1773     |     |
| 19 de dezembro | Emily Brontë                    | escritora e poetisa           | Inglaterra     | n. 1818     |     |